# Station Le Soler
Station Le Soler is een spoorwegstation in de Franse gemeente Le Soler.